# 岩崎橋 (大阪市)
岩崎橋（いわさきばし）は、大阪府大阪市西区千代崎3丁目と同市大正区三軒家西1丁目の間の岩崎運河（尻無川上流）に架かる桁橋。岩崎橋の南側に並んで、大阪環状線が通過する岩崎運河橋梁がある。
橋長は75.6メートル、有効幅員は19.2メートル（うち歩道幅員1.5メートル）。岩崎運河上流の方向には岩松橋がある。

## 概要
岩崎橋は大正9年（1920年）12月の岩崎運河の開削と同時に架設され、当時は大阪市電の九条高津線が走っていた。名称の由来は当時の町名であった岩崎町（旧・西成郡九条村大字岩崎新田）より。
全国の橋が鉄橋から鉄筋コンクリート橋へ次々と架け替えられた当時の風潮を受け、岩崎橋は大阪市内で初めての鉄筋コンクリートアーチ橋（橋長：74.4メートル、幅員：17.2メートル、四径間）として建設された。その後に続いて、道頓堀の戎橋の架け替えが行われた。
だが、建設後に地盤沈下の被害を受け、昭和40年（1965年）5月・昭和49年（1974年）3月には拡幅が行われ、現在の鋼桁橋の状態になった。平成13年（2001年）・14年（2002年）の秋には、当橋と岩松橋との間の尻無川護岸壁（大正区側）に「描こう!わがまち大正ギャラリー」と題し、大正区民によって未来の町並みなどの絵が描かれた。
また、当橋の名称は平成21年（2009年）3月20日の阪神なんば線開業前に現在のドーム前駅の仮称として用いられていた。

## 交通
- 大阪環状線・地下鉄長堀鶴見緑地線 大正駅から北西へ約200m[4]
- 阪神なんば線・長堀鶴見緑地線 ドーム前（千代崎）駅から南西へ約700m
- 大阪シティバス「大正橋」バス停から北西へ約200m[4]

## ギャラリー

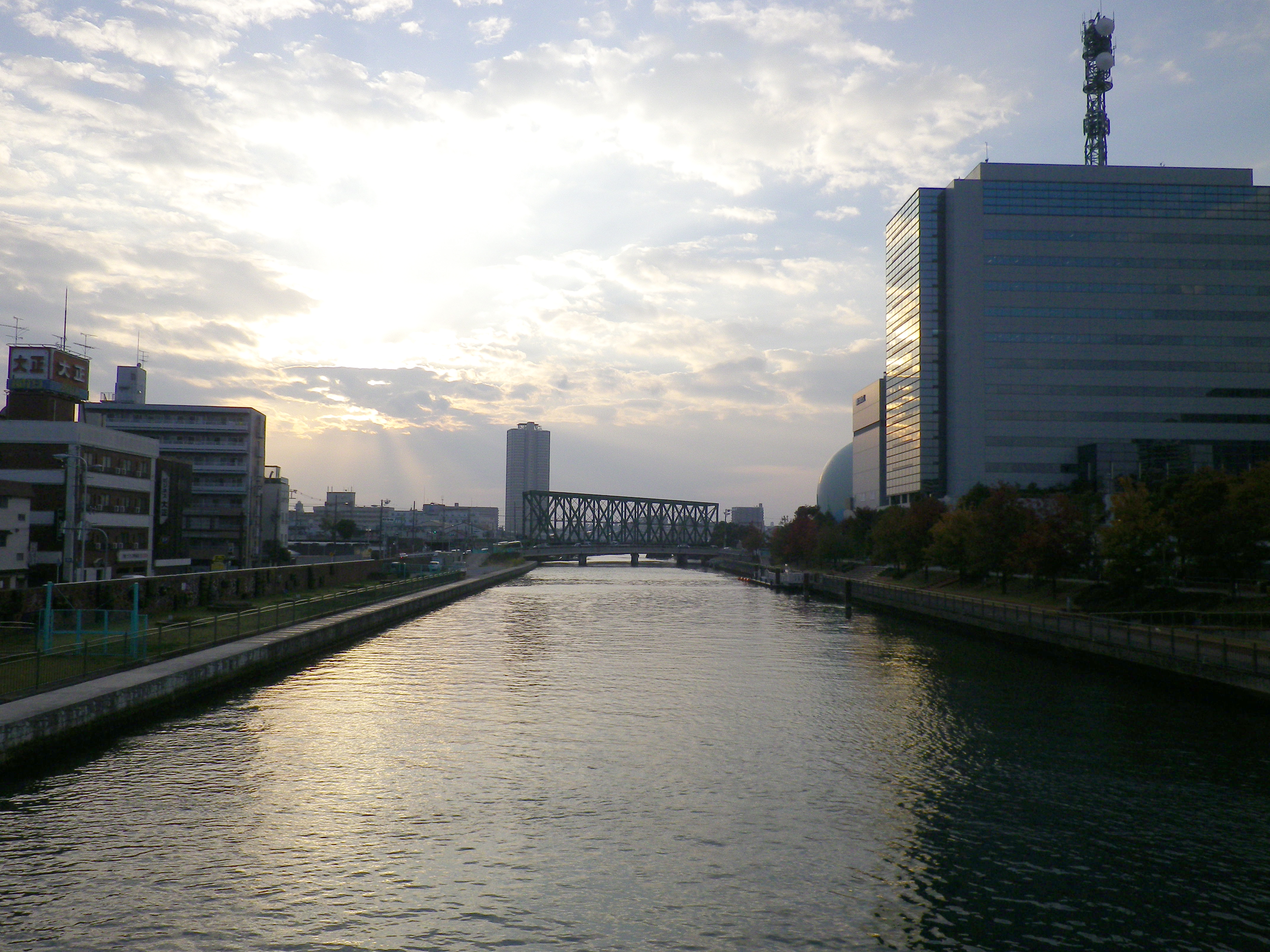
岩松橋より撮影した岩崎橋。